# Virak
Virak (cyr. Вирак) – wieś w Czarnogórze, w gminie Žabljak. W 2011 roku liczyła 92 mieszkańców.